# Xynobius mandrakensis
Xynobius mandrakensis är en stekelart som först beskrevs av Fischer 1968.  Xynobius mandrakensis ingår i släktet Xynobius och familjen bracksteklar. Inga underarter finns listade i Catalogue of Life.